# Matthias Daneck

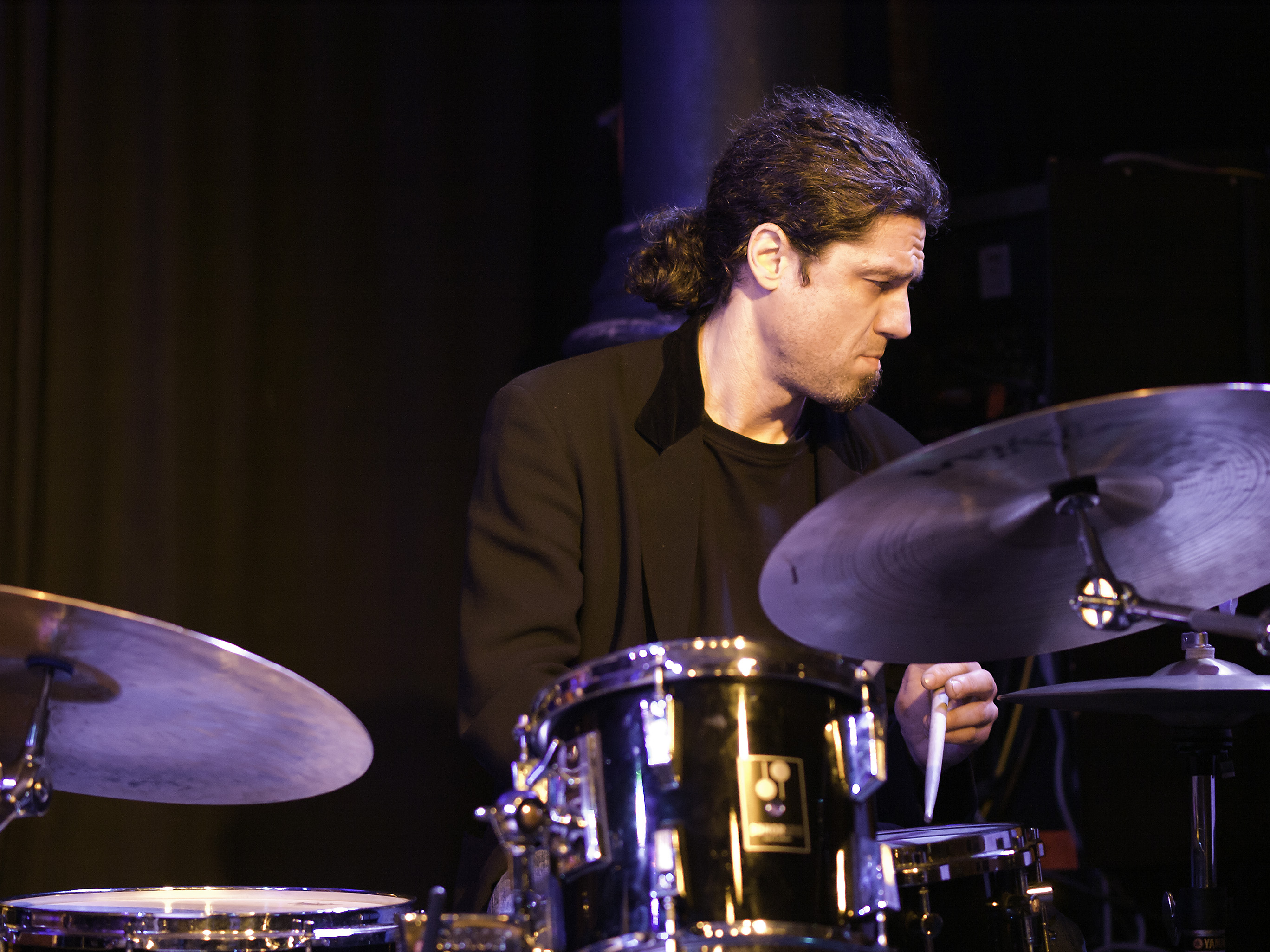
Matthias Daneck (2010)

Matthias Daneck (* 9. Juli 1965 in Göttingen) ist ein deutscher Schlagzeuger, Komponist und Arrangeur.

## Leben
Daneck fing im Alter von 7 Jahren mit dem Marschtrommeln beim Biberacher Schützenfest an. Zunächst nahm er Klavierunterricht und wechselte im Alter von 12 Jahren auf das Schlagzeug. In den folgenden Jahren sammelte er in unterschiedlichen Orchestern, Rockgruppen, Jazzcombos und Bigbands erste Erfahrungen. Beim Wettbewerb Jugend jazzt konnte er mehrfach Preise gewinnen. Von 1986 bis 1990 studierte er an der Swiss Jazz School bei Billy Brooks und bei Harald Glamsch an der Musikschule Konservatorium Bern. Es folgten diverse Studienaufenthalte in New York bei Kenny Washington, Joe Morello und John Riley. Er tourt seit 1990 durch zahlreiche Länder und spielt auf Jazzfestivals in rund um den Globus. Er ist inzwischen auf über 70 CD-Produktionen zu hören.
Daneck war u. a. Mitglied bei Charlie Haigl’s Festival Band, mit der er 1997 den 2. Preis beim internationalen Concours d'orchestres des Jazzfestivals Vienne gewinnen konnte, beim Cécile Verny Quartet, beim Zipflo Reinhardt Quartett und im Böhm-Huber-Daneck-Trio. Er gab Konzerte u. a. mit Clark Terry, Arturo Sandoval, Randy Brecker, Debbie Sledge, Jerry Gonzalez, Jimmy Woode, Reggie Johnson und Biréli Lagrène. Aktuell spielt er im Anne Czichowsky Quintett, im South Quartet, mit Helmut Lörscher und bei Herbert Kramis' Guadalcacin. Seit 2018 ist er mit Ute Lempers „Rendezvous mit Marlene“ und „Songs for the Broken Heart“ auf Welttournee.
Als Bandleader und Komponist seiner Matthias Daneck's N.O.W. (mit Matthias Erlewein, Norbert Scholly, Henning Sieverts) setzte er sich musikalisch mit Das Narrenschiff (Brant) auseinander und war damit Gast auf verschiedenen internationalen Festivals. Auch im Bereich der elektronischen Livemusik konnte er mit the instant loop generation Erfahrungen sammeln. 
Daneck arbeitet als Solist in verschiedenen Projekten mit Bezug zur klassischen Musik, zum Beispiel im Duo Piacussion mit der Pianistin Ragna Schirmer. Er wohnt in Freiburg.

## Aufnahmen
- Matthias Daneck's N.O.W., Das Narrenschiff, 2004, Factory Outlet Records
- Matthias Daneck's N.O.W., Seven Portraits...., 1996, Satin Doll Productions
- Böhm-Huber-Daneck, Out of Standard, 2007, Jazz4Ever
- Anne Czichowsky Quintett, Play On Words, 2011, Neuklang (Matthias Daneck am Schlagzeug)
- Cecile Verny Metisse
- the instant loop generation „lonely woman“ (DVD)